# Liste des aéroports au Malawi
Voici une liste des aéroports au Malawi, triés par emplacement.

## Aéroports
Les noms d'aéroport indiqués en gras indiquent que ceux ci possèdent un service régulier assuré par des compagnies aériennes commerciales.
| Ville         | OACI | AITA | Nom                                            |
| ------------- | ---- | ---- | ---------------------------------------------- |
| Blantyre      | FWCL | BLZ  | Aéroport international de Chileka              |
| Chelinda      | FWCD | CEH  | Aéroport de Chelinda (en)                      |
| Chitipa (en)  | FWCT |      | Aéroport de Chitipa (en)                       |
| Club Makokola | FWCM | CMK  | Aéroport de Club Makokola                      |
| Dwanga        | FWDW | DWA  | Aéroport de Dwanga (en)                        |
| Karonga       | FWKA | KGJ  | Aéroport de Karonga (en)                       |
| Kasungu       | FWKG | KBQ  | Aéroport de Kasungu (en)                       |
| Kasungu       | FWLP |      | Aéroport de Lifupa (en)                        |
| Katumbi       | FWKB |      | Aéroport de Katumbi (en) (Fermé)               |
| Likoma        | FWLK | LIX  | Aéroport de Likoma (en)                        |
| Lilongwe      | FWKI | LLW  | Aéroport international de Lilongwe             |
| Lilongwe      | FWLE |      | Ancien aéroport de Lilongwe - (Force aérienne) |
| Liwonde       | FWMK | VUU  | Aérodrome de Liwonde Makanga                   |
| Mangochi      | FWMG | MAI  | Aéroport de Mangochi (en)                      |
| Mchinji       | FWMC |      | Aéroport de Mchinji (en)                       |
| Monkey Bay    | FWMY | MYZ  | Aéroport de Monkey Bay (en)                    |
| Mzuzu         | FWUU | ZZU  | Aéroport de Mzuzu                              |
| Nchalo        | FWSU |      | Aéroport de Sucoma (en)                        |
| Nsanje        | FWSJ |      | Aéroport de Nsanje (en)                        |
| Ntchisi       | FWCS |      | Aéroport de Ntchisi (en)                       |
| Salima        | FWSM | LMB  | Aéroport de Salima (en)                        |
| Zomba         | FWZA |      | Aéroport de Zomba (en)                         |